# Lez Bomb
Pour plus de détails, voir Fiche technique et Distribution.
Lez Bomb est un film américain écrit et réalisé par Jenna Laurenzo, sorti en 2018.

## Synopsis
Une jeune femme, qui n'a toujours pas fait son coming out, ramène sa petite amie à la maison pour Thanksgiving.

## Fiche technique
- Titre original : Lez Bomb
- Réalisation : Jenna Laurenzo
- Scénario : Jenna Laurenzo
- Photographie :
- Montage : Bill Saunders
- Musique : P.T. Walkley
- Production : Jenna Laurenzo, Ryan R. Johnson, Rob Moran, Martin Sprock
- Sociétés de production :
- Sociétés de distribution :
- Pays d'origine :  États-Unis
- Langue originale : anglais
- Lieu de tournage : New Jersey, États-Unis
- Format : couleur
- Genre : Comédie dramatique, romance saphique
- Durée : 90 minutes (1 h 30)
- Dates de sortie :
  -  États-Unis : 9 novembre 2018

## Distribution
- Jenna Laurenzo : Lauren
- Caitlin Mehner : Hailey
- Cloris Leachman : Josephine
- Steve Guttenberg : Mike
- Bruce Dern : Grandpa
- Elaine Hendrix : Maggie
- Brandon Micheal Hall : Austin
- Kevin Pollak : George
- Deirdre O'Connell : Rose
- Sondra James (en) : Betty
- Rob Moran : Ken
- Kevin Kane : Chino
- Jordyn DiNatale : Jessica
- Lana Yoo : Mimi
- A.B. Cassidy : Emma (créditée comme A.B. Farrelly)